# Alcatel 1S
El Alcatel 1S es un teléfono inteligente de gama de entrada con algunas especificaciones de gama media. Fue presentado en el Mobile World Congress 2019 de Barcelona
 Tiene 2 cámaras en la parte trasera, una de 13MP y otra de 2MP para tomar fotos a profundidad. Su cámara frontal es de 5MP. Su almacenamiento interno es de 32 GB (ampliables mediante MicroSD) y la memoria RAM es de 3 GB. Los colores disponibles son negro, rosa, plata y azul, y su precio de lanzamiento (en €) fue de 109 euros.
Existen dos modelos, el 5024D (32 GB de ROM + 3 GB de RAM) y el 5024F (64 GB de ROM + 4 GB de RAM)

## Características
- Lanzamiento: junio de 2019
- Tarjeta SIM : Nano Sim (2FF) en configuración dual SIM (Nano SIM + Nano SIM / Tarjeta SD)
- Antena : todas internas.
- Pantalla táctil :  TFT LCD IPS
  - Pantalla Full View 18:9 de 5,5 pulgadas
  - Cristal 2.5D, compatible con gafas de sol polarizadas verticales
- Resolución de pantalla : HD+ 720 × 1440 píxeles
- Sistema operativo : Android Pie 9.0
- Memoria :
- Memoria RAM de 3 GiB / 4 GiB
- Memoria flash Interna de 32 GiB / 64 GiB
- SoC : Unisoc SC9863A, 8 núcleos , 4 ARM Cortex-A55 a 1,6 GHz + 4 ARM Cortex A-53 a 1,2 GHz[3]
- Procesador gráfico : PowerVR GE8322 a 550 MH[4] con soporte de las APIs
  - Vulkan 1.2
  - OpenGL ES 3.x/2.0/1.1 + Extensiones
  - OpenCL 3.0
  - Android Neural Networks HAL
- Conectividad : 
  - 3G HSPA+: 21 Mbps de bajada, 5,76 Mbps de subida
  - 4G CAT 4: 150 Mbps de bajada, 50 Mbps de subida
  - Wi-Fi: 802.11b/g/n, Wi-Fi Direct, Wi-Fi Hotspot
  - Bluetooth: 4.2
  - USB: 2.0 de alta velocidad
  - Tarjeta SIM: Nano SIM + Nano SIM / Tarjeta SD
- Cámara : 
  - Resolución: 13 megapixels (interpolados a 16 MP) + 2 MP
  - Enfoque automático
  - Flash con un tono único
  - Apertura: f/2.0 + f/2.8
  - Tamaño del sensor: 1/3" + 1/5"
  - Tamaño de píxel: 1,12 µm + 1,65 μm
  - Captura de vídeo: 1080 p a 30 fps
  - Funciones: Detección de escena AI (12 escenas), bokeh, ráfaga, embellecimiento facial, filtro, Google Lens (vía Google Photo), HDR, modo manual, foto nocturna, panorámica, estabilización de vídeo, cámara lenta (90 fps), time lapse
- Cámara frontal : 5 megapixels (interpolados a 8 MP)
  - Enfoque fijo
  - Flash LED
  - Apertura: f/2.2
  - Tamaño del sensor: 1/5"
  - Tamaño de píxel: 1,12 μm
  - Captura de vídeo: 1080 p a 30 fps
  - Funciones: Bokeh, embellecimiento facial, filtros, HDR, foto nocturna
- Sensores : Sensor fotoeléctrico, acelerómetro, sensor de proximidad, sensor de huella digital
- Prestaciones : Manos libres, Face Key, linterna LED
- Batería : interna de Li-ion de 3060 mAh
  - Tiempo de conversación: 37 horas (2G), 24 horas (3G), 24 horas (4G)
  - Tiempo en espera: 700 horas (2G), 600 horas (3G), 600 horas (4G)
  - Tiempo de carga: 3 horas y 18 minutos
- Formato : Pizarra o Slate
- Carcasa : en colores negro, azul marino o dorado con un acabado de Pintura metálica cepillada
- Tamaño : 147,8 mm (5,82 pulgadas) largo x 70,7 mm (2,78 pulgadas) ancho x 8,6 mm (0,34 pulgadas) alto
- Peso : 146 g (5,15 onzas)
- Tarjeta de memoria : microSD de hasta 128 GB